# Wojciech Kilar

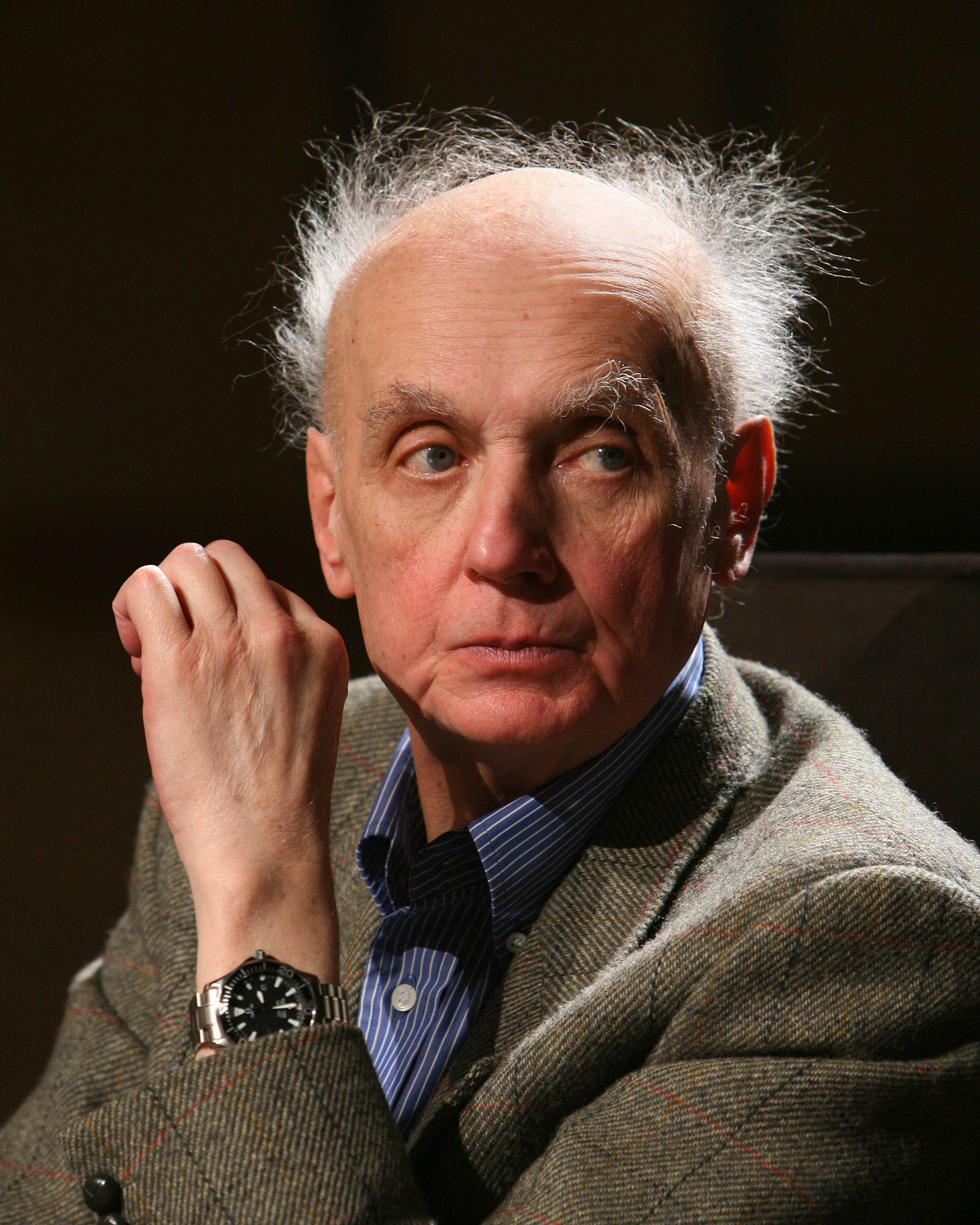
Wojciech Kilar (2006)

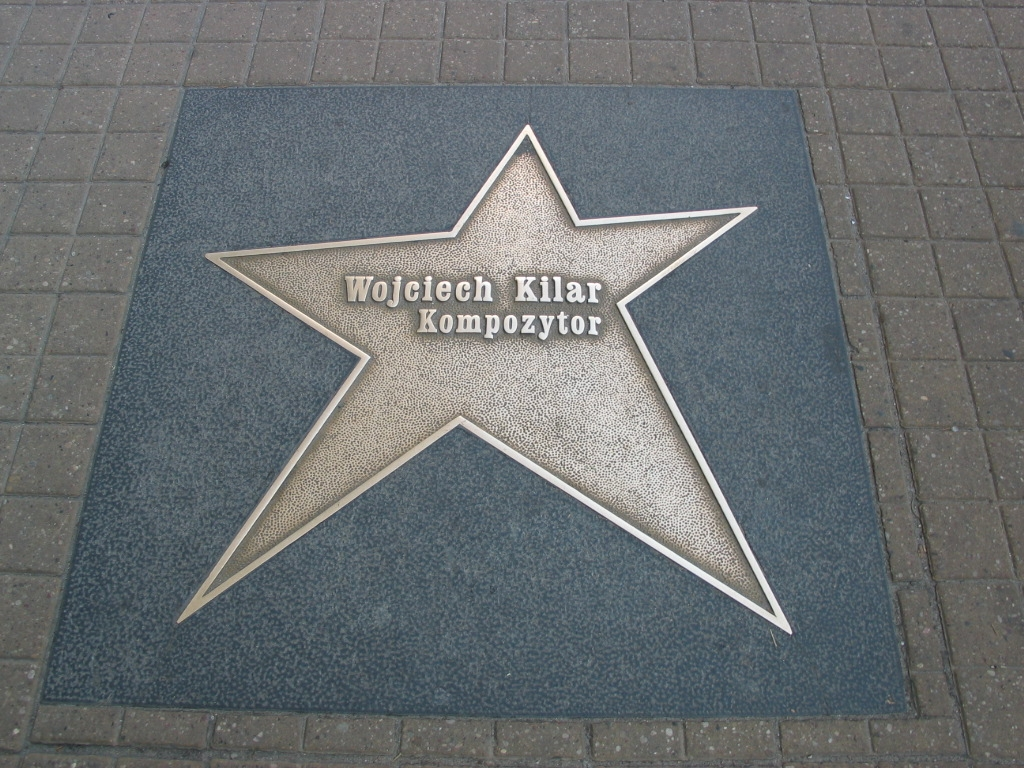
Kilars Stern auf dem Walk of Fame in Łódź

Wojciech Kilar (* 17. Juli 1932 in Lwów, Polen, heute Ukraine; † 29. Dezember 2013 in Katowice, Polen) war ein polnischer Pianist und Komponist Neuer Musik sowie von Filmmusik. Er gehörte zu den prominentesten Persönlichkeiten der europäischen Musikszene seiner Zeit.

## Leben und Wirken
Kilar verbrachte die Kindheit in Lwów und nahm dort privaten Musikunterricht. Während des Zweiten Weltkrieges wechselte er mehrere Male den Wohnort und kam 1945 nach Rzeszów und Krakau [polnisch: Kraków], wo er seine musikalischen Studien bei Bolesław Woytowicz fortsetzte. Von 1950 bis 1955 studierte er Klavierspiel und Komposition an der Musikakademie Katowice und nahm 1957 an den Darmstädter Ferienkursen teil. Danach ging er bis 1958 zum Aufbaustudium ins Konservatorium der Musikakademie Krakau, wählte aber Katowice und die oberschlesische Kohlenbergbauregion zu seiner Wahlheimat. Oft reiste Kilar in der Welt umher (von 1959 bis 1960 z. B. in Paris, um bei Nadia Boulanger zu studieren) und kehrte immer wieder nach Katowice zurück. Katowice war für ihn ein Ort künstlerischer Inspiration für viele Schaffensperioden.
Beim Porträtieren Kilars zeigen Kritiker gewöhnlich drei Etappen seines musikalischen Schaffens:
Die erste war geprägt von seiner Faszination neoklassischer Musik, bedeutenden Werken Igor Strawinskis und Béla Bartóks. Beide erschienen ihm als echte Meister, von denen er Disziplin, das kompositorische Handwerk und einen hohen Erfindungsreichtum beim Gebrauch von Folklore in der Musik lernen konnte. Die höhere Stellung der Form, die bis zuletzt das Kennzeichen von Kilars Zugang zur Komposition blieb, scheint seine Wurzeln in diesen neoklassischen Inspirationen zu haben.
Die zweite Etappe seines kompositorischen Schaffens, die des Sonorismus, ließ Wojciech Kilar Mitte der 1960er zu einem der wagemutigsten Künstler der experimentellen Zwölftonmusik werden, er wurde in einem Atemzug mit Krzysztof Penderecki und Henryk Górecki genannt. Kilars Werke dieser Schaffensperiode sind vor allem durch Dynamik, Vielfalt und expressive Kraft gekennzeichnet. Seine Klangexperimente führten zu kontrastierenden Timbres, der allmählichen Expansion der Orchestergröße und zur Einführung unkonventioneller Artikulation. Zu Kilars immer präsenten Interesse an Folklore kamen musikalische Elemente des Jazz hinzu. Des Weiteren setzte der Komponist die menschliche Stimme in einer sehr kreativen Art und Weise ein, nicht nur durch vielfältige und innovative Artikulation, sondern auch durch akribische Behandlung des Textes und dessen phonetischen Eigenschaften.
Die dritte Schaffensperiode in Kilars Karriere begann 1974 mit Krzesany (Bergsteigen), dem Orchesterwerk, mit dem er seinen endgültigen Durchbruch in der Europäischen Musikszene erlangte. Formal erscheint es in rhythmisch vorwärtsdrängenden Wiederholungsmustern und ist damit der Minimal Music nicht unähnlich. Seine Faszination für die Volksmusik aus dem Tatra-Gebirge schlug sich nun verstärkt in seinem Werk nieder, etwas das schon während der vorigen Schaffensperiode auffiel, jetzt aber in einer sehr viel stärkeren Ausprägung. Kritiker zeigen eine Simplifizierung der Kompositionstechnik und eine Reduktion in der Anordnung der Hilfsmittel auf. Die rastlose experimentelle Vielfalt schwand zugunsten der in Mode gekommenen, manchmal ebenfalls nicht endenden Monotonität. Monotonität, motorische Aktion (präsent auch in Kilars neoklassischer Periode, wenn auch anders) bzw. der Gebrauch von highland scale sowie die Rückkehr zur Melodie waren Markenzeichen von Kilars neuem Kompositionsstil. Nicht weniger wichtig war ein weiterer Zweig, der Kilars dritte Schaffensperiode zu dominieren begann: Kilar komponierte zahlreiche Werke Geistlicher Musik, die seine tiefe Religiosität reflektierten sowie seinen Mut, eine simple, universelle und greifbare musikalische Sprache zu verwenden.
Über seine Religiosität und seine Glaubenserfahrungen schrieb Wojciech Kilar:

„Es gibt Leute, die einen Beweis für die Existenz Gottes fordern. Mir scheint es, als weiß ich, dass Gott existiert. Wie auch immer war ich sehr lange alleine im Glauben, weil ich es lieber auf besinnliche Weise erleben wollte. Offen gesagt, fühlte ich mich am heimischsten in einer leeren Kirche alleine reflektierend oder eine der Heiligen Schriften lesend. Erst in Jasna Góra (Tschenstochau) entdeckte ich wieder die große Freude und das Bedürfnis, in einer Gemeinschaft zu sein. Ich begann zu verstehen, dass mein Glaube erst vollkommen ist, wenn ich ihn mit anderen teile, wenn ich inmitten der Leute bin, die auch Gläubige sind und ‚wissen‘. Je mehr Leute es nun in der Kirche gibt und je schwerer es mir fällt mich während der Messfeier niederzuknien, desto größer meine Freude. Wie der Psalmist sagt: O schmecke und sieh, wie süß der Herr ist.“

Die Entdeckung der gemeinschaftlichen Dimension in der Glaubenserfahrung und der tiefe Sinn des Zusammenseins mit anderen brachte Kilar dazu Musik zu komponieren, die konzentriert und meditativ ist bzw. in gewisser Weise die Wirklichkeit des Glaubens reflektiert, Musik, die nicht vorgibt eine liturgische Funktion zu erfüllen, sondern die ein Werk der Schöpfung ist, eine Reaktion auf das Geschenk einer Begegnung mit Gott. Er verstand sich nie als strikt religiöser Komponist liturgischer Musik.
Manche der Werke Kilars – tief verwurzelt in der Wendezeit Polens – sollten in diesem Kontext betrachtet werden. Viele Schlüsselereignisse in Polens jüngerer Geschichte fanden ihre Reflexion in Kilars Kompositionen der letzten beiden Schaffensperioden:
Bei weitem das wichtigste Werk unter ihnen ist Exodus für gemischten Chor (SATB) und Orchester, das auf das Buch Exodus und die Situation in Polen kurz vor der Einführung des Kriegsrechts (13. Dezember 1981) hinweist.
Seit den 1970er Jahren war er vorrangig im Bereich der Filmmusik tätig. Seine internationale Karriere begann 1992 mit der Musik zu Krzysztof Zanussis Drama Der Klang der Stille über einen Komponisten, der die Shoa überlebt hat. Danach engagierte ihn Francis Ford Coppola für sein barockes Vampirdrama Bram Stoker’s Dracula. Kilar arbeitete mehrfach mit Filmproduzenten wie Andrzej Wajda und Roman Polański zusammen und schuf mit seiner Polonez aus dem Film Pan Tadeusz (1999) einen Schlager, der ihn spätestens seitdem in Polen überall bekannt machte. Eine Einladung, während der Jahre 2001 bis 2003 auch die Musik zu Peter Jacksons Der Herr der Ringe zu komponieren, schlug Kilar jedoch aus, da er sich zu jener Zeit auf Musik konzentrieren wollte, die in Konzerthallen dargeboten wird.
Kilars Privatleben war durch seine Beziehung zu seiner Ehefrau Barbara Pomianovska geprägt. Die Ehe, aus der Kilar seine Kraft schöpfte, blieb kinderlos. Der Tod seiner Frau Barbara 2007 traf den sehr tief gläubigen Christen Kilar schwer. Kilar selbst erkrankte Mitte 2013 an einem sehr aggressiven Hirntumor, dem er nach kurzer schwerer Krankheit und einer gescheiterten Strahlentherapie 81-jährig am 29. Dezember 2013 in Katowice erlag.

### Preise, Ehrungen und Auszeichnungen
Für seine Arbeit an Polańskis Drama Der Pianist (2002) erhielt Kilar den französischen Filmpreis César. Zwischen 2000 und 2006 erhielt er vier Mal den Polnischen Filmpreis und für seine großen Verdienste neben dem Orden Polonia Restituta dann im Jahre 2012 auch die höchste Auszeichnung Polens, den Orden des Weißen Adlers.
Kilar ist Ehrenbürger von Katowice und Rzeszów.

## Werke

### Instrumentalmusik
- 1955: Sinfonie für Streicher
- 1956: Konzertante Sinfonie für Klavier und Orchester
- 1974: Krzesany (Bergsteigen) für Orchester
- 1976: Kościelec 1909 Sinfonische Dichtung für Orchester
- 1988: Orawa für Streichorchester
- 1988: Choralvorspiel für Streichorchester
- 1994: Requiem Father Kolbe für Orchester
- 1997: Klavierkonzert
- 2003: September-Sinfonie im Andenken an die Terroranschläge vom 11. September 2001

### Chormusik (Auswahl)
- 1993: Agnus Dei aus dem Film König der letzten Tage, a cappella für gemischten Chor (SATB)
- 1999: Apotheosis aus dem Film Tydzień z życia mężczyzny (Die Woche aus dem Leben eines Mannes) mit Worten aus Shakespeares Hamlet, a cappella für gemischten Chor (SATB)
- 2000: Dona nobis pacem (Gib uns Frieden), a cappella für gemischten Chor (SATB), aus der Missa pro pace
- 2003: Lament (Lamento), a cappella für gemischten Chor (SATB)
- 2008: Hymn paschalny (Osterhymnus), a cappella für gemischten Chor (SATB)
- 2008: Veni creator (Pfingsthymnus), für gemischten Chor (SATB) und Streichorchester

### Werke für Soli, Chor und Orchester
- 1975: Bogurodzica für gemischten Chor (SATB) und Orchester
- 1981: Exodus für gemischten Chor (SATB) und Orchester
- 1983: Victoria für gemischen Chor (SATB) und Orchester
- 1984: Angelus auf den Text des Ave Maria für Sopran, gemischten Chor (SATB) und Orchester
- 2000: Missa pro pace für Soli (SATB), gemischten Chor (SATB) und Orchester
- 2006: Magnificat für Soli, gemischten Chor (SATB) und Orchester
- 2008: Te Deum für Soli, gemischten Chor (SATB) und Orchester (anlässlich des 90. Unabhängigkeitstag (Polen))

### Bühnenmusik (Auswahl)
- 1957: Dantons Tod von Georg Büchner am Schlesischen Theater in Katowice
- 1963: Antonius und Cleopatra von William Shakespeare am Theater in Łódź
- 1965: Heinrich IV. von William Shakespeare am Alten Theater in Krakau
- 1966: Die Trojanerinnen von Euripides am Schlesischen Theater in Katowice
- 1967: Hamlet von William Shakespeare am Mickiewicz-Theater in Częstochowa
- 1972: Drei Schwestern von Anton P. Tschechow am Theater in Sosnowiec
- 1979: Einer flog über das Kuckucksnest von Dale Wasserman am Alten Theater in Krakau – Regie: Krzysztof Zanussi
- 2001: Akropolis von Stanisław Wyspiański am Nationaltheater in Warschau

### Filmmusik (Auswahl)
- 1963: Entscheidung in den Wolken (Czerwone berety) – Regie: Paweł Komorowski
- 1964: Später Nachmittag (Późne Popołudnie) – Regie: Aleksander Ścibor-Rylski
- 1965: Die geheimnisvolle Exkursion (Wyspa złoczyńców) – Regie: Stanisław Jędryka
- 1966: Hölle und Himmel (Piekło i niebo) – Regie: Stanisław Różewicz
- 1966: Bumerang – Regie: Leon Jeannot
- 1967: Der Mörder hinterläßt Spuren (Morderca zostawia ślad) – Regie: Aleksander Ścibor-Rylski
- 1968: Wolfsecho (Wilcze echa) – Regie: Aleksander Ścibor-Rylski
- 1969: Einsamkeit zu zweit (Samotność we dwoje) – Regie: Stanisław Różewicz
- 1969: Struktur des Kristalls (Struktura kryształu) – Regie: Krzysztof Zanussi
- 1970: Rejs – Regie: Marek Piwowski
- 1970: Lokis – Regie: Janusz Majewski
- 1971: Familienleben (Życie rodzinne) – Regie: Krzysztof Zanussi
- 1972: Eine Perle in der Krone (Perła w koronie) – Regie: Kazimierz Kutz
- 1973: Illumination (Iluminacja) – Regie: Krzysztof Zanussi
- 1975: Das gelobte Land (Ziemia obiecana) – Regie: Andrzej Wajda
- 1975: Zwischenbilanz (Bilans kwartalny) – Regie: Krzysztof Zanussi
- 1976: Die Schattenlinie (Smuga cienia) – Regie: Andrzej Wajda
- 1977: Tarnfarben (Barwy ochronne) – Regie: Krzysztof Zanussi
- 1978: Spirale (Spirala) – Regie: Krzysztof Zanussi
- 1979: Der König und der Vogel (Le roi et l’oiseau) – Regie: Paul Grimault
- 1979: Wege in der Nacht – Regie: Krzysztof Zanussi
- 1979: Perlen eines Rosenkranzes (Paciorki jednego różanca) – Regie: Kazimierz Kutz
- 1979: David – Regie: Peter Lilienthal
- 1980: Die Braut sagt nein (Kontrakt) – Regie: Krzysztof Zanussi
- 1981: Aus einem fernen Land (From a Far Country) – Regie: Krzysztof Zanussi
- 1981/87: Der Zufall möglicherweise (Przypadek) – Regie: Krzysztof Kieślowski
- 1982: Die Unerreichbare – Regie: Krzysztof Zanussi
- 1984: Ein Jahr der ruhenden Sonne (Rok spokojnego słońca) – Regie: Krzysztof Zanussi
- 1985: Chronik von Liebesunfällen (Kronika wypadków miłosnych) – Regie: Andrzej Wajda
- 1985: Paradigma – Regie: Krzysztof Zanussi
- 1990: Das lange Gespräch mit dem Vogel – Regie: Krzysztof Zanussi
- 1990: Korczak – Regie: Andrzej Wajda
- 1991: Leben für Leben – Maximilian Kolbe (Życie za życie: Maksymilian Kolbe)
- 1992: Bram Stoker’s Dracula (Dracula) – Regie: Francis Ford Coppola
- 1993: König der letzten Tage – Regie: Tom Toelle
- 1994: Der Tod und das Mädchen (Death and the Maiden) – Regie: Roman Polański
- 1996: Cwał – Regie: Krzysztof Zanussi
- 1996: Portrait of a Lady (The Portrait of a Lady) – Regie: Jane Campion
- 1997: Die Farbe des Lebens (Our God's Brother) – Regie: Krzysztof Zanussi
- 1999: Die neun Pforten (The Ninth Gate) – Regie: Roman Polański
- 1999: Pan Tadeusz – Regie: Andrzej Wajda
- 2002: Suplement – Regie: Krzysztof Zanussi
- 2002: Der Pianist (The Pianist) – Regie: Roman Polański
- 2002: Zemsta – Regie: Andrzej Wajda
- 2005: Persona Non Grata – Regie: Krzysztof Zanussi
- 2007: Helden der Nacht (We Own the Night) – Regie: James Gray